# روجر فايان
روجر فايان (بالفرنسية: Roger Vailland) (16 أكتوبر 1907 - 12 ماي 1965) هو روائي، كاتب مقالات، وكاتب سيناريوهات فرنسي.
ولد فايان في آسي-أون-ميلتيان، واز. تتضمن رواياته : ضحك لعب (1945), الطلقات السيئة (1948), رجل شاب وحيد (1951), 325 000 فرنك (1955), والقانون  (1957)، الفائزة بجائزة غونكور. تتضمن سيناريوهاته الروابط الخطيرة (مع كلود برولي وروجر فاديم،1959) والرذيلة والفضيلة (مع فاديم، 1962). توفي، بعمر 57، في ميلونا (أين).

## ببليوغرافيا

### روايات
- Drôle de jeu، جائزة أنتيراليي، إصدارات كوريا، باريس, 1945
- Les Mauvais coups، إصدارات ساجيتير, 1948
- Bon pied, bon œil، إصدارات كوريا، باريس, 1950
- Un Jeune homme seul، إصدارات كوريا، باريس, 1951
- Beau masque، إصدارات غاليمار، باريس, 1954
- 325 000 francs، إصدارات كوريا، باريس, 1955
- La Loi, جائزة غونغور 1957
- La Fête، إصدارات غاليمار، باريس, 1960
- La Truite، إصدارات غاليمار، باريس, 1964
- La Visirova, Messidor، باريس, 1986
- Cortès, le conquérant de l'Eldorado, Messidor، باريس, 1992

### سفر
- Boroboudour، إصدارات غاليمار، باريس
- Boroboudour, voyage à Bali, Java et autres îles, إصدارات دي سونور، باريس

### جرائد
- Chronique d’Hiroshima à Goldfinger : 1945-1965, إصدارات سوسيال، باريس, 1984
- Chronique des années folles à la Libération، إصدارات سوسيال، باريس, 1984.
- Écrits intimes، إصدارات غاليمار، باريس, 1982.

### مسرح
- Héloïse et Abélard، إصدارات كوريا, 1947
- Le Colonel Foster plaidera coupable, pièce en cinq actes، تجمع الناشرين، باريس, 1952.
- Monsieur Jean، إصدارات غاليمار، باريس, 1959

### مقالات
- Laclos، إصدارات دي سوي، باريس, 1953
- Éloge du Cardinal de Bernis, إصدارات غراسي، باريس, 1956.
- Expérience du drame، إصدارات دي روشي، موناكو, 2002
- Un homme du peuple sous la Révolution، إصدارات غاليمار، باريس, 1979
- Le regard froid : réflexions, esquisses, libelles, 1945-1962, إصدارات غراسي، باريس, 1998
- N’aimer que ce qui n’a pas de prix، إصدارات دي روشي، موناكو, 1995
- Les pages immortelles de Suétone، إصدارات دي روشي، موناكو, 2002
- Le Saint-Empire, Éditions de la différence، باريس, 1978
- Le Surréalisme contre la révolution، إصدارات كومبليكس، بروكسل, 1988

## روابط خارجية
- روجر فايان على موقع IMDb (الإنجليزية)
- روجر فايان على موقع مونزينجر (الألمانية)
- روجر فايان على موقع ألو سيني (الفرنسية)
- روجر فايان على موقع أول موفي (الإنجليزية)
- روجر فايان على موقع قاعدة بيانات الأفلام السويدية (السويدية)
- روجر فايان على موقع قاعدة بيانات الفيلم (الإنجليزية)
- روجر فايان على موقع كينوبويسك (الروسية)

- روجر فايان